# Runstenarna vid Häradsvägen

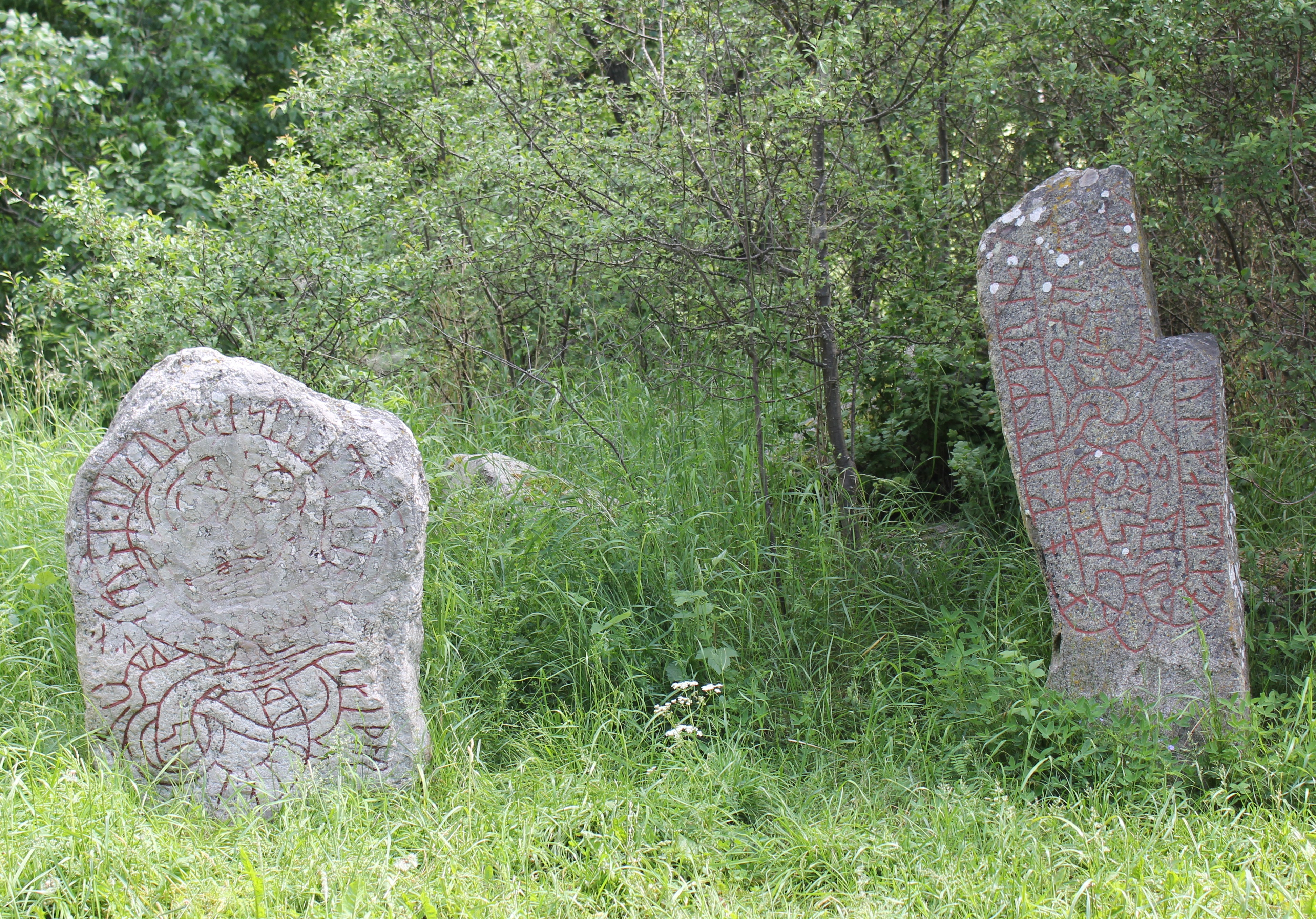
Runstenarna U 88 och U 89.

Runstenarna vid Häradsvägen är två runstenar som står bredvid varandra i Skälby, Järfälla socken och Järfälla kommun i Uppland. De båda stenarna har fått varsitt signum:
- Upplands runinskrifter 88
- Upplands runinskrifter 89